# 10280 Yequanzhi
10280 Yequanzhi è un asteroide della fascia principale. Scoperto nel 1981, presenta un'orbita caratterizzata da un semiasse maggiore pari a 2,3633357 au e da un'eccentricità di 0,1967130, inclinata di 1,49293° rispetto all'eclittica.
L'asteroide è dedicato all'astronomo cinese Ye Quanzhi.